# Anke van Hove
Anke van Hove (geboren 9. Juni 1963 in Hoya) ist eine deutsche Juristin. Sie ist seit 2016 Präsidentin des Oberlandesgerichts Oldenburg und damit in der zweihundertjährigen Geschichte des Gerichts die erste Frau in dieser Position. Seit 2021 ist sie daneben Vizepräsidentin des Niedersächsischen Staatsgerichtshofs.

## Leben und Wirken
Anke van Hove stammt aus einer Familie von Juristen: bereits ihr Großvater und ihr Vater schlugen die juristische Laufbahn ein. Sie studierte von 1984 bis 1989 Recht in Saarbrücken, Münster und Göttingen und legte im Jahr 1989 ihr Erstes und 1993 ihr Zweites Juristisches Staatsexamen in Hannover ab. 1990 bis 1993 absolvierte sie ein Referendariat im Oberlandesgericht-Bezirk Celle, wo sie 1993 Richterin auf Probe wurde. 
Van Hove begann ihre Laufbahn bei der Staatsanwaltschaft Hannover und war noch als Assessorin für ein halbes Jahr an die Generalstaatsanwaltschaft Celle abgeordnet. 1997 wechselte sie als Richterin ans Landgericht Göttingen. Im Jahr 1999 wurde van Hove an das Niedersächsische Justizministerium abgeordnet, wo sie bis 2002 tätig war. Im Jahr 2001 wurde sie als Richterin an das Oberlandesgericht Celle berufen. Sie nahm am 2. Mai 2007 eine Tätigkeit beim Niedersächsischen Justizministerium als Ministerialdirigentin auf, wo sie die Abteilung I verantwortete: Personal, Haushalt, Organisation und Informationstechnologie.
Am 13. Juni 2016 wurde sie als Nachfolgerin von Gerhard Kircher, der Ende Januar 2015 in den Ruhestand ging, zur Präsidentin des Oberlandesgerichts Oldenburg ernannt. Ihre Ernennung erfolgte auf Vorschlag von Ressortministerin Antje Niewisch-Lennartz. Van Hove setzte sich dabei gegen eine Konkurrentenklage des Richters am Bundesgerichtshof Michael Dölp durch, der beim Verwaltungsgericht Hannover Klage samt Eilantrag gegen diese Entscheidung eingereicht hatte. Sie ist darüber hinaus Vizepräsidentin des Niedersächsischen Staatsgerichtshofs.
Neben ihrer Tätigkeit am Oberlandesgericht Oldenburg ist van Hove Kuratoriumsmitglied des Oldenburger Vereins Konfliktschlichtung e. V., einer Institution, die mit den Tätigkeitsschwerpunkten Täter-Opfer-Ausgleich und Mediation befasst ist.
Anke van Hove ist verheiratet.